# Federation Cup (Bangladesch) 2021/22
Der Federation Cup (Bangladesch) 2021/22 war die 33. Saison eines K.-o.-Fußballwettbewerbs in Bangladesch. Das Turnier wurde von der Bangladesh Football Federation organisiert. Der Wettbewerb begann am 25. Dezember 2021 und endete mit dem Finale am 9. Januar 2022. Titelverteidiger waren die Bashundhara Kings.

## Austragungsort
Alle Spiele wurden im Bir Sherestha Shaheed Shipahi Mostafa Kamal Stadium, auch bekannt als Kamalapur Stadium, in Dhaka ausgetragen.

## Teilnehmende Mannschaften
| Gruppe A                                            | Gruppe B                                                       | Gruppe C                                                                 | Gruppe D                                                                |
| - Bashundhara Kings - Mohammedan SC - Swadhinata KS | - Abahani Ltd. Dhaka - Sheikh Russel KC - Uttar Baridhara Club | - Chittagong Abahani Limited - Bangladesh Police FC - Saif Sporting Club | - Muktijoddha Sangsad KC - Rahmatganj MFS - Sheikh Jamal Dhanmondi Club |

## Gruppe A

### Tabelle
| Pl. | Verein            | Sp. | S | U | N | Tore    | Diff. | Punkte |
| --- | ----------------- | --- | - | - | - | ------- | ----- | ------ |
| 1.  | Mohammedan SC     | 2   | 1 | 1 | 0 | 004:100 | +3    | 04     |
| 2.  | Swadhinata KS     | 2   | 1 | 1 | 0 | 004:100 | +3    | 04     |
| 3.  | Bashundhara Kings | 2   | 0 | 0 | 2 | 000:600 | −6    | 0      |

### Spiele
|                   | Ergebnis              |               |
| ----------------- | --------------------- | ------------- |
| 25. Dezember 2021 |                       |               |
| Bashundhara Kings | 0:3                   | Swadhinata KS |
| 27. Dezember 2021 |                       |               |
| Mohammedan SC     | 1:1 n. V. (4:3 i. E.) | Swadhinata KS |
| 29. Dezember 2021 |                       |               |
| Bashundhara Kings | 0:3                   | Mohammedan SC |

1. ↑  Bashundhara Kings sind nicht angetreten. Das Spiel wurde mit 3:0 für Swadhinata KS gewertet.
2. ↑  Bashundhara Kings sind nicht angetreten. Das Spiel wurde mit 3:0 für Mohammedan SC gewertet.

## Gruppe B

### Tabelle
| Pl. | Verein               | Sp. | S | U | N | Tore    | Diff. | Punkte |
| --- | -------------------- | --- | - | - | - | ------- | ----- | ------ |
| 1.  | Sheikh Russel KC     | 2   | 1 | 1 | 0 | 005:200 | +3    | 04     |
| 2.  | Abahani Ltd. Dhaka   | 2   | 1 | 1 | 0 | 005:200 | +3    | 04     |
| 3.  | Uttar Baridhara Club | 2   | 0 | 0 | 2 | 000:600 | −6    | 0      |

### Spiele
|                    | Ergebnis                |                      |
| ------------------ | ----------------------- | -------------------- |
| 25. Dezember 2021  |                         |                      |
| Abahani Ltd. Dhaka | 3:0                     | Uttar Baridhara Club |
| 27. Dezember 2021  |                         |                      |
| Sheikh Russel KC   | 3:0                     | Uttar Baridhara Club |
| 29. Dezember 2021  |                         |                      |
| Abahani Ltd. Dhaka | 2:2 n. V. (12:13 i. E.) | Sheikh Russel KC     |

1. ↑  Uttar Baridhara Club ist nicht angetreten. Das Spiel wurde mit 3:0 für Abahani Ltd. Dhaka gewertet.
2. ↑  Uttar Baridhara Club ist nicht angetreten. Das Spiel wurde mit 3:0 für Sheikh Russel KC gewertet.

## Gruppe C

### Tabelle
| Pl. | Verein                     | Sp. | S | U | N | Tore    | Diff. | Punkte |
| --- | -------------------------- | --- | - | - | - | ------- | ----- | ------ |
| 1.  | Saif Sporting Club         | 2   | 1 | 1 | 0 | 003:200 | +1    | 04     |
| 2.  | Chittagong Abahani Limited | 2   | 1 | 0 | 1 | 003:200 | +1    | 03     |
| 3.  | Bangladesh Police FC       | 2   | 0 | 1 | 1 | 001:300 | −2    | 01     |

### Spiele
|                            | Ergebnis |                            |
| -------------------------- | -------- | -------------------------- |
| 26. Dezember 2021          |          |                            |
| Bangladesh Police FC       | 1:1      | Saif Sporting Club         |
| 28. Dezember 2021          |          |                            |
| Bangladesh Police FC       | 0:2      | Chittagong Abahani Limited |
| 30. Dezember 2021          |          |                            |
| Chittagong Abahani Limited | 1:2      | Saif Sporting Club         |

## Gruppe D

### Tabelle
| Pl. | Verein                      | Sp. | S | U | N | Tore    | Diff. | Punkte |
| --- | --------------------------- | --- | - | - | - | ------- | ----- | ------ |
| 1.  | Sheikh Jamal Dhanmondi Club | 2   | 1 | 1 | 0 | 004:100 | +3    | 04     |
| 2.  | Rahmatganj MFS              | 2   | 1 | 1 | 0 | 004:100 | +3    | 04     |
| 3.  | Muktijoddha Sangsad KC      | 2   | 0 | 0 | 2 | 000:600 | −6    | 0      |

### Spiele
|                        | Ergebnis              |                             |
| ---------------------- | --------------------- | --------------------------- |
| 26. Dezember 2021      |                       |                             |
| Muktijoddha Sangsad KC | 0:3                   | Sheikh Jamal Dhanmondi Club |
| 28. Dezember 2021      |                       |                             |
| Muktijoddha Sangsad KC | 0:3                   | Rahmatganj MFS              |
| 30. Dezember 2021      |                       |                             |
| Rahmatganj MFS         | 1:1 n. V. (4:5 i. E.) | Sheikh Jamal Dhanmondi Club |

1. ↑  Muktijoddha Sangsad KC ist nicht angetreten. Das Spiel wurde mit 3:0 für Sheikh Jamal Dhanmondi Club gewertet.
2. ↑  Muktijoddha Sangsad KC ist nicht angetreten. Das Spiel wurde mit 3:0 für Rahmatganj MFS gewertet.

## Viertelfinale
|                             | Ergebnis  |                            |
| --------------------------- | --------- | -------------------------- |
| 2. Januar 2022              |           |                            |
| Mohammedan SC               | 2:1       | Chittagong Abahani Limited |
| Saif Sporting Club          | 2:0       | Swadhinata KS              |
| 3. Januar 2022              |           |                            |
| Sheikh Russel KC            | 3:4 n. V. | Rahmatganj MFS             |
| Sheikh Jamal Dhanmondi Club | 0:6       | Abahani Ltd. Dhaka         |

## Halbfinale
|                    | Ergebnis              |                    |
| ------------------ | --------------------- | ------------------ |
| 6. Januar 2022     |                       |                    |
| Mohammedan SC      | 1:2                   | Rahmatganj MFS     |
| Saif Sporting Club | 3:3 n. V. (3:4 i. E.) | Abahani Ltd. Dhaka |

## Finale
|                | Ergebnis |                    |
| -------------- | -------- | ------------------ |
| 9. Januar 2022 |          |                    |
| Rahmatganj MFS | 1:2      | Abahani Ltd. Dhaka |

| Paarung  | Rahmatganj MFS – Abahani Ltd. Dhaka                                         |
| Ergebnis | 1:2 (0:1)                                                                   |
| Datum    | 9. Januar 2022 um 17:30 Uhr                                                 |
| Stadion  | Bir Sherestha Shaheed Shipahi Mostafa Kamal Stadium, Dhaka                  |
| Tore     | 0:1 Daniel Colindres (45.+1) 0:2 Rakib Hossain (64.) 1:2 Philip Adjah (70.) |